# K.L. Fogtmann
Karl Lauritz Fogtmann (født 4. februar 1847 i Torslunde, død 6. maj 1907 i København) var en dansk lærer og politiker. Han sad i Folketinget fra 1879 til sin død i 1907. Hans andet fornavn er i forskellige kilder stavet både Lauritz og Laurits.

## Familie
K.L. Fogtmann var søn af lærer Hans Thomas Fogtmann (1811-1885) og Ane Elisabeth Margrethe Kirstine Rasmussen (1815-1883). Han blev gift 10. september 1873 i Præstø med Anna Emilie Jensen (1849-1923) som var datter af slagter Henrik Jensen (1819-1875) og Ane Kirstine Nielsen (født 1826).

## Opvækst, uddannelse og erhverv
K.L. Fogtmann blev født i Torslunde i Kundby Sogn øst for Svinninge. Han blev uddannet lærer på Skårup Seminarium og var først lærer i et halvt år på almueskolen i Holbæk og fra 1867 til 1905 lærer på Sandby Skole i Kundby Sogn.

## Politisk aktivitet
Fogtmann blev påvirket som barn og ung af Bondevennerne som stod stærkt på Holbækegnen. Han begyndte tidligt at holde foredrag og lavede aftenundervisning. Han blev formand for egnens lokale Grundlovsværneforening da den første provisoriske finanslov kom i 1877 og blev landskendt da han var ordfører for den radikale fløj i foreningen på Grundlovsværneforeningens generalforsamling i 1878.
Da Holbækkredsens folketingsmand Ole Pedersen ikke genopstillede ved folketingsvalget 1879 blev Fogtmann opstillet for Venstre og vandt over Villars Lunn fra Højre. Fogtmann blev genvalgt ved alle folketingsvalg indtil sin død, oftest med Lunn som modkandidat. Den modkandidat som kom tættest på at vinde over Fogtmann var imidlertid amtmand C.St.A. Bille som fik 1.127 stemmer mod Fogtmanns 1.290 stemmer ved folketingsvalget i 1892.
Efter et politisk møde i Jyderup i september 1883 blev Fogtmann arresteret af politiet, men løsladt igen. Han blev suspenderet fra sit lærerembede i 1885 på grund af udtalelser mod regeringen hvorefter en provsteret dømte ham til afskedigelse. Straffen blev nedsat til en bøde af landemodet og højesteret.
Politisk støttede han Hørup i Venstrereformpartiet i kampen mod provisorierne og Københavns Befæstning. Da Venstrereformpartiet blev opløst i januar 1905 fulgte han med Zahle til Folketingets Venstre. Han var med til stifte Det Radikale Venstre i maj 1905 og repræsenterede dem i sine sidste to år i Folketinget.
Fogtmann deltog i arbejdet ved grundlæggelsen af det radikale Holbæk Amts Venstreblad.

## Tillidshverv
Han blev statsrevisor i 1879 og var i formand for statsrevisorerne i en årrække. Fogmann var også medlem af Toldkommissionen af 1895 og Forsvarskommissionen af 1902 og fra 1902 medlem af Udvalget for Forretningsordenen.
Han var formand for repræsentantskabet for Høng-Tølløse Jernbane og senere også Odsherredsbanen.

## Sygdom og død
Fogtmann stoppede som lærer i 1905 på grund af sygdom, men fortsatte i Folketinget. Han døde i 6. maj 1907 i København.